# Liste der Kreisstraßen im Landkreis Weimarer Land

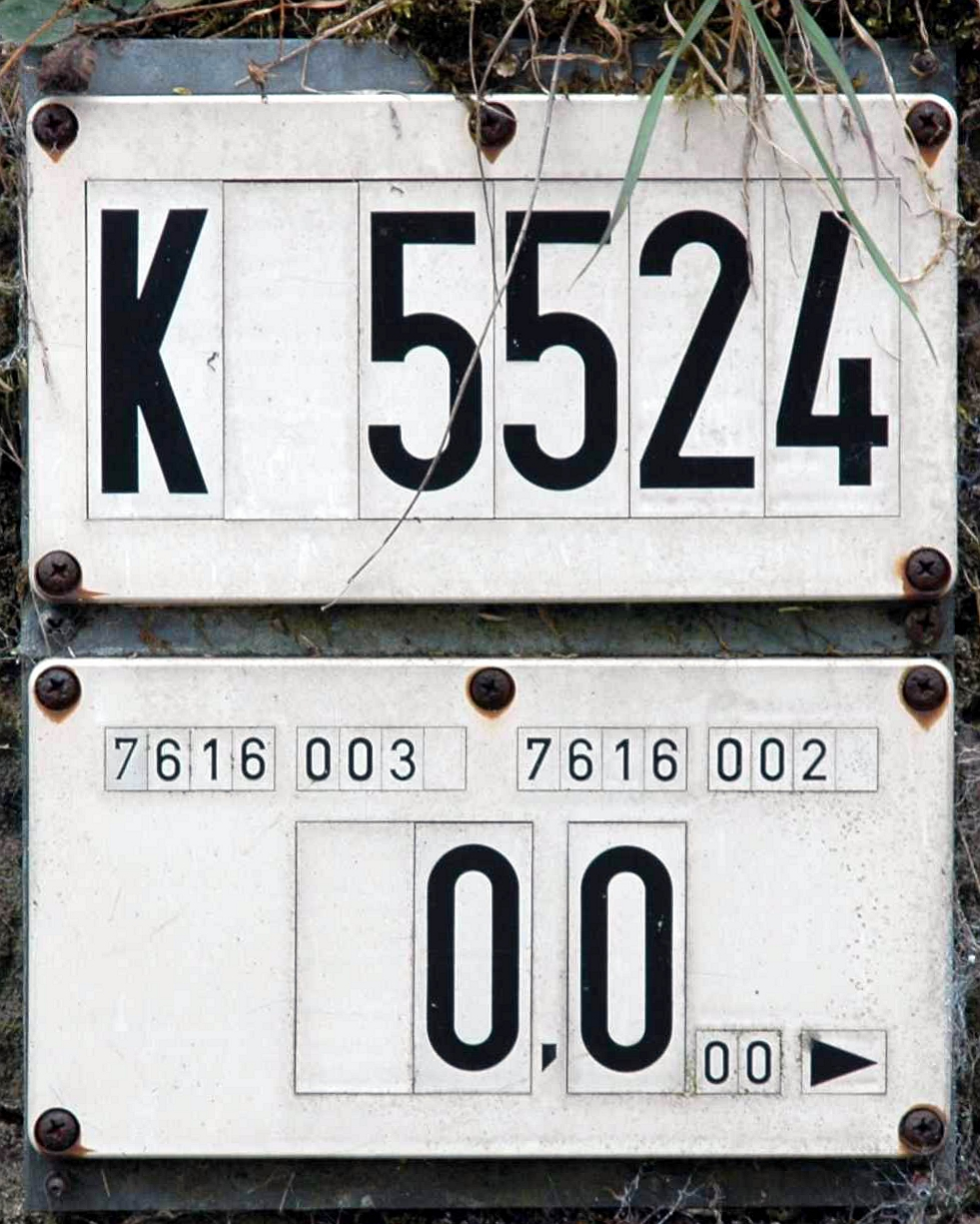
Stationszeichen

Die Liste der Kreisstraßen im Landkreis Weimarer Land und in der Stadt Weimar ist eine Liste der Kreisstraßen im thüringischen Landkreis Weimarer Land und in der thüringischen kreisfreien Stadt Weimar.
Die Stadt Weimar besaß nach der thüringischen Kreisreform 1994 keine Kreisstraßen. Es wurden allerdings später zwei Landesstraßen im Gebiet der Stadt Weimar zur Kreisstraße abgestuft, welche dieselben Nummerierungen tragen wie im Landkreis Weimarer Land. Zwei weitere Kreisstraßen kamen hinzu.

## Abkürzungen
- K: Kreisstraße
- L: Landesstraße

## Liste
Straßen und Straßenabschnitte, die unabhängig vom Grund (Herabstufung zu einer Gemeindestraße oder Höherstufung) keine Kreisstraßen mehr sind, werden kursiv dargestellt. Der Straßenverlauf wird in der Regel von Nord nach Süd und von West nach Ost angegeben.
| Nr.   | Verlauf |
| ----- | --- |
| K 101 | L 1060 in Apolda – Herressen – Sulzbach – Oberndorf – Kapellendorf – in Frankendorf                            |
| K 102 | Goldbach – Liebstedt (– Abzweig zur L 2159) – Oßmannstedt – Ulrichshalben – K 501 – – Schwabsdorf – Wiegendorf |
| K 103 | Großromstedt – Kleinromstedt – L 1060 – Hermstedt (– Abzweig nach Schöten und zur L 1060) – K 104 in Stobra    |
| K 104 | L 1059 in Apolda – K 103 in Stobra                                                                             |
| K 105 | Pfuhlsborn – L 1059 in Wormstedt                                                                               |
| K 106 | L 1060 – Eberstedt – Niedertrebra – L 1060 – Escherode – K 113 in Schmiedehausen                               |
| K 107 | L 1060 – Nauendorf – Wickerstedt – L 1060 in Flurstedt                                                         |
| K 109 | Sonnendorf – L 1060                                                                                            |
| K 110 | Ködderitzsch – in Rannstedt                                                                                    |
| K 111 | in Apolda – Zottelstedt – Mattstedt –                                                                          |
| K 112 | L 2158 in Willerstedt – L 1057 in Pfiffelbach                                                                  |
| K 113 | Lachstedt – Schmiedehausen – L 2158 – K 106 – L 1059                                                           |

| Nr.   | Verlauf                                                                              |
| ----- | ------------------------------------------------------------------------------------ |
| K 204 | (K 48 in Erfurt) – Kreisgrenze – K 517 – Mönchenholzhausen – … – L 1056 – Eichelborn |
| K 205 | (K 41 in Erfurt) – Kreisgrenze – Obernissa – L 1056 – Sohnstedt                      |

| Nr.   | Verlauf |
| ----- | --- |
| K 303 | Rohrbach – Leutenthal – Sachsenhausen – L 2159 – Wohlsborn – Kreisgrenze – (Weimar)                                             |
| K 304 | Krautheim – Haindorf – Buttelstedt – Nermsdorf                                                                                  |
| K 305 | L 1055 in Berlstedt – Ottmannshausen – … – Ettersburg – L 1054 – Kleinobringen – K 504 – in Großobringen                        |
| K 306 | in Mellingen – Lehnstedt – Kleinschwabhausen – L 1060                                                                           |
| K 307 | L 1060 in Blankenhain – Kleinlohma – Großlohma – L 2161 in Magdala                                                              |
| K 308 | – Altdörnfeld – Neudörnfeld – … – Lotschen – Keßlar – L 2309 – Drößnitz – K 513 – Kreisgrenze – (K 208 im Saale-Holzland-Kreis) |
| K 309 | L 1060 – Thangelstedt – … – Krakendorf – Hochdorf – in Lengefeld                                                                |
| K 310 | in Kranichfeld – L 1052 in Rittersdorf                                                                                          |
| K 311 | (K 4 im Ilm-Kreis) – Kreisgrenze – Hohenfelden – L 1052 – Tonndorf – Tiefengruben – in Bad Berka                                |
| K 312 | K 512 in Ottstedt am Berge – K 502 in Niederzimmern – … – Hopfgarten – Utzberg – Bechstedtstraß – Isseroda – in Nohra           |

| Nr.   | Verlauf |
| ----- | --- |
| K 501 | Kromsdorf-Süd – Denstedt – K 102 in Ulrichshalben |
| K 502 | (K 45 in Erfurt) – Kreisgrenze – K 312 in Niederzimmern |
| K 503 | – Obergrunstedt |
| K 504 | Heichelheim – K 305 in Kleinobringen |
| K 505 | Vollersroda – Kreisgrenze – (K 505 in Weimar) |
| K 506 | K 511 – Mechelroda (– Abzweig nach Kiliansroda) – Linda |
| K 507 | Saalborn – in Neusaalborn |
| K 508 | in Frankendorf – Hammerstedt |
| K 509 | L 1060 – Döbritschen – Vollradisroda |
| K 510 | Schoppendorf – Bergern – L 1053 |
| K 511 | in Bad Berka – Hetschburg – Buchfart – K 505 – Oettern – K 506 – /                                                                                             |
| K 512 | (K 9 im Landkreis Sömmerda) – Kreisgrenze – Ballstedt – L 1055 – Hottelstedt – K 312 – Ottstedt am Berge – Daasdorf am Berge – Kreisgrenze – (K 512 in Weimar) |
| K 513 | Wittersroda – K 308 |
| K 514 | Köttendorf – in Mellingen |
| K 515 | (K 54 in Erfurt) – Kreisgrenze – L 2155 in Schellroda |
| K 517 | – K 204 in Mönchenholzhausen |
| K 518 | (K 600 in Weimar) – Kreisgrenze – in Mellingen |

### Stadt Weimar
| Nr.   | Verlauf |
| ----- | --- |
| K 505 | (K 505 im Landkreis Weimarer Land) – Stadtgrenze – Steiger – Stadtgrenze – (K 505 im Landkreis Weimarer Land) |
| K 512 | (K 512 im Landkreis Weimarer Land) – Stadtgrenze – Daasdorfer Straße – / |
| K 600 | K 601 – Erfurter Straße – Sophienstiftsplatz – Gropiusstraße – Steubenstraße – Marienstraße – Belvederer Allee – Steinbrückenweg – Plan – Taubacher Straße – Ilmtalstraße – Stadtgrenze – (K 518 im Landkreis Weimarer Land) |
| K 601 | / – Erfurter Straße – K 600 – Trierer Straße – Am Poseckschen Garten – Rudolf-Breitscheid-Straße – Berkaer Straße – Rudolstädter Straße – /L 1053                                                                            |